# Lippe
Lippe (successivamente Lippe-Detmold e poi di nuovo Lippe) fu uno storico stato della Germania, governato dalla casata di Lippe. Ebbe un governo a regime costituzionale dopo il Congresso di Vienna.

## Storia
Lo stato di Lippe era collocato tra il fiume Weser e la parte sud-ovest della Selva di Teutoburgo. Il fondatore di Lippe fu Bernardo I, che ricevette questi territori dall'imperatore Lotario II nel 1123; Bernardo I assunse il titolo di Signore di Lippe. Nel 1150 egli estese il suo feudo incorporando Detmold, che da allora ne fu la capitale. I successori di Bernardo ottennero diverse contee: Simone V fu il primo reggente di Lippe a definirsi "conte", essendo signore di Schwalenberg, Biesterfeld e Weissenfeld, Sternberg (1405), estendendosi sulla destra del Weser, lungo le pendici della selva di Teutoburgo. Simone V divenne conte dell'Impero (1529), rendendo la contea feudo immediato (Graf von und zur Lippe). Con proprio decreto del 29 settembre 1535 suddivise e riordinò l'amministrazione dello staterello in vari distretti (Detmold, Alverdissen, Barntrup, Blomberg, Brake, Hohenhausen, Horn, Lipperode, Schieder, Schwaleneberg, in condominio con il principato di Paderborn fino al 1808, Sternberg e Varenholz).
Alla morte poi di Simone VI nel 1613, Lippe venne divisa (1616) in tre contee con Lippe-Detmold affidata a Simone VII, Lippe-Brake a Otto e Lippe-Alverdissen a Filippo. La contea di Lippe-Brake venne riunita alla linea principale di Detmold nel 1709. Un altro ramo della famiglia venne fondato da Jobst Hermann, figlio del conte Simone VII, che divenne il fondatore della linea di Lippe-Biesterfeld.
Dal 1538 la contea accolse la fede luterana e poi quella calvinista (1605).
Tra i successori, Simon Heinrich Adolf (1718-34), il 27 ottobre 1720, fu elevato alla dignità di principe dell'impero, titolo personale che non fu confermato al successore Simon August (-1782), che nel 1749 assorbì la contea di Alverdissen, ma al ramo cadetto (erede dello stato nel 1789, riconosciuto dalla comunità internazionale e rinnovato il 5 novembre 1792) con Friedrich Wilhelm Leopold I (-1802). Lo stato era composto dai baliaggi o distretti di Detmolt con Falkenberg, Heiden e Lage, Hohenhausen, Horn (1535), Schwalenberg (in condominio dal 1323 col vescovo di Paderborn), Sternberg (1748), Varenholz, Schoetmar (1730), Oerlinghausen (1746) e le signorie in exclaves di Kappel, Lipperode, Grevenhagen.
Il distretto di Barntrup dal 1733 al 1771 fu dato in amministrazione all'elettore di Hannover, quello di Blomberg, riannesso con l'estinzione del ramo di Brake nel 1709, fu ceduto dal 1748 al 1838 allo Schaumburg Lippe, quello di Lipperode nel 1709, con l'estinzione della linea cadetta di Alverdissen, passò allo Schaumburg Lippe fino al 1748 insieme a Sterneberg, passato allo Schaumburg Lippe nel 1613. Nel 1763 furono acquisite per eredità dai rami che avevano ceduto la propria sovranità le signorie di Biestefeld e Weissenfeld. Col primo censimento del 1776 lo stato aveva 49.416 sudditi e nel 1788 61.762.

### Il principato di Lippe
I conti di Lippe-Detmold vennero onorati del titolo di principi dell'Impero nel 1789. Il principato, con Bernhard (-1820), sotto la reggenza della madre Pauline von Anhalt Bernburg (1802-20), entrò nel 1807 nella Confederazione del Reno e poi nella Confederazione Germanica (1815). Nel 1812 il distretto di Alverdissen venne ceduto allo Schaumburg Lippe. Successero al trono Paul Alexander Leopold II (-1851), Paul Friedrich Emil Leopold III (-1875), Guenther Friedrich Woldemar (-1895), Karl Alexander (-1905), sotto il quale lo stato arrivò a 138.000 abitanti (1900) e con cui si estinse la linea diretta. Era il 1895.
Questo originò una disputa tra gli eredi della linea di Schaumburg-Lippe e quelli della linea di Lippe-Biesterfeld. La disputa, durante la quale il principato fu retto da una Reggenza (1895-1905), venne risolta dal Tribunale Imperiale a Lipsia nel 1905, con il passaggio del territorio ai Lippe-Biesterfeld, ramo che, sino a questo punto, non ebbe modo di esercitare la propria sovranità su alcun territorio. Il principato di Lippe ebbe termine il 12 novembre 1918 con l'abdicazione del principe Leopoldo IV, divenendo uno stato libero della Repubblica di Weimar.

## Signori di Lippe (1123-1536)

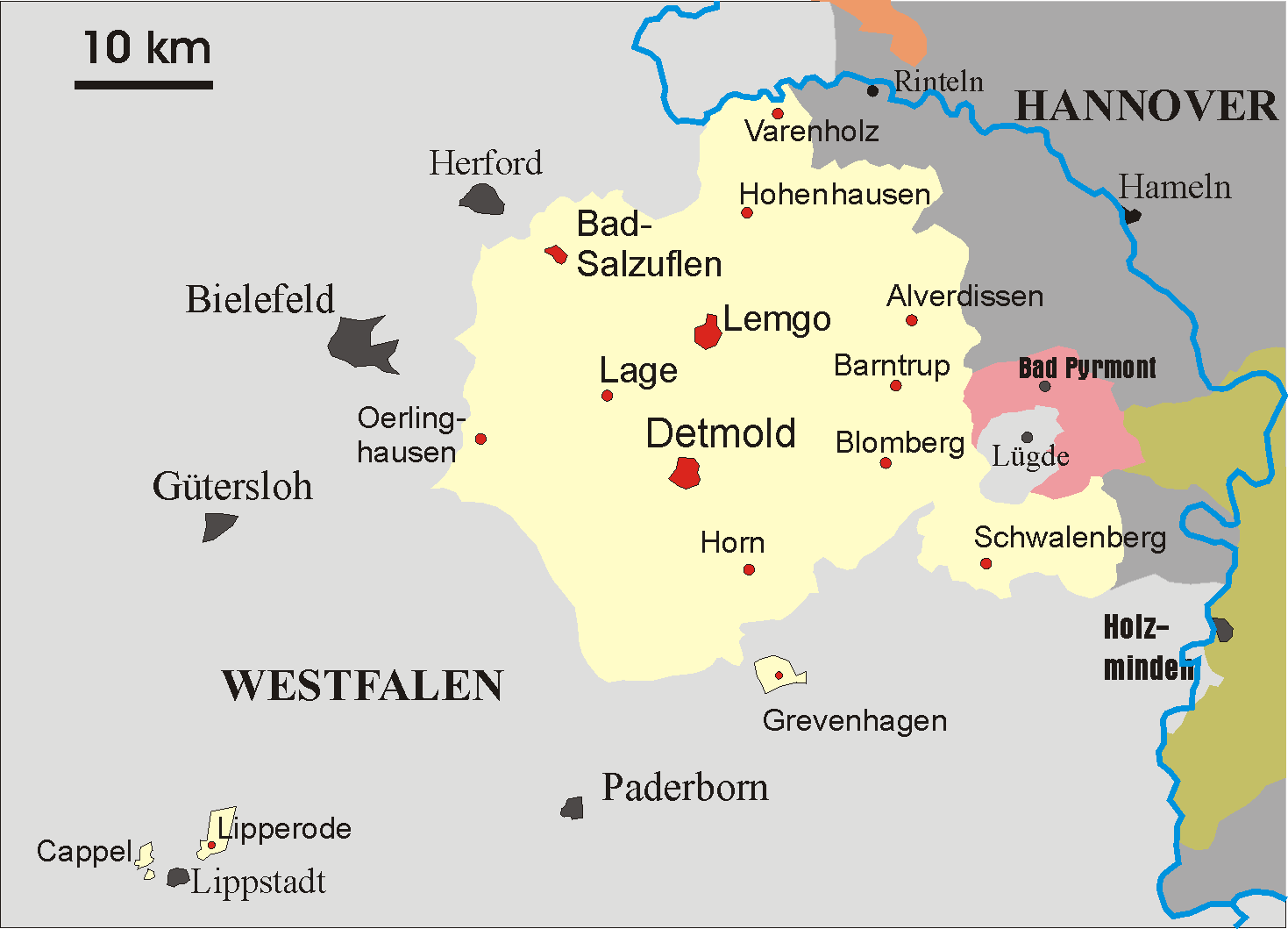
Dettaglio della mappa di Lippe (1918)

- Bernardo I (1123–1158)
- Ermanno I (1128–1167)
- Bernardo II (1168–1196)
- Ermanno II (1196–1229)
- Bernardo III (1230–1265)
- Ermanno III (1265–1273)
- Bernardo IV (1285–1275)
- Simone I (1273–1344)
- Simone II (1344)
- Ottone (1344–1360)
- Bernardo V (1344–1364)
- Simone III (1360–1410)
- Bernardo VI (1410–1415)
- Simone IV (1415–1429)
- Bernardo VII (1429–1511)
- Simone V (1511–1536)

Elevato a contea nel 1536

## Conti di Lippe (1528-1613)
- Simone V (1528–1536)
- Bernardo VIII (1536–1563)
- Simone VI (1563–1613)

Acquisizione di Detmold e cambiamento del nome in Lippe-Detmold

## Conti di Lippe-Detmold (1613-1789)
- Simone VII (1613–1627)
- Simone Luigi (1627–1636)
- Simone Filippo (1636–1650)
- Giovanni Bernardo (1650–1652)
- Ermanno Adolfo (1652–1665)
- Simone Enrico (1665–1697)
- Federico Adolfo (1697–1718)
- Simone Enrico Adolfo (1718–1734)
- Simone Augusto (1734–1782)
- Leopoldo I (1782–1789)

Elevato a principato nel 1789

## Conti di Lippe-Biesterfeld (1625-1905)
- Giudoco Ermanno (1625–1678)
- Giovanni Augusto (1678-1709)
- Teodoro Adolfo (1678-1709)
- Giovanni Federico 1709-1712
- Rodolfo Ferdinando (1712–1736)
- Federico Carlo Augusto (1736–1781)
- Carlo (1781–1810)
- Ernesto I (1810–1840)
- Giulio (1840-1884)
- Ernesto II Casimiro (1884-1904)
- Leopoldo (1904-1905)

Leopoldo di Lippe-Biesterfeld diviene Principe di Lippe

## Conti di Lippe-Weißenfeld (1736-1916)
- Ferdinando I (1736-1791)
- Ferdinando II (1791-1846)
- Gustavo (1846-1882)
- Clemente (1882-1916)

Elevato a Principato nel 1916

## Conti di Lippe-Brake (1657-1709)
- Ottone (1613–1659)
- Casimiro (1659–1700)
- Rodolfo (1700–1707)
- Luigi Ferdinando (1707–1709)

Passa ai Lippe-Detmold nel 1709.

## Conti di Lippe-Alverdissen (1613-1777)
- Filippo (1613-1643)

Unito a Schaumburg-Lippe nel 1640
- Filippo Ernesto (1681-1723)
- Federico Ernesto (1723-1749)
- Filippo Ernesto II (1749-1777) conte di Schaumburg-Lippe.

## Principi di Lippe (1789-1918)
- Leopoldo I (1789-1802)
- Leopoldo II (1802-1851)
- Leopoldo III (1851-1875)
- Valdemaro (1875-1895)
- Alessandro (1895-1905)
  - Principe Adolfo di Schaumburg-Lippe (reggente 1895-1897)
  - Conte Ernesto di Lippe-Biesterfeld (reggente 1897-1904)
  - Conte Leopoldo IV di Lippe-Biesterfeld (reggente 1904-1905)
- Leopoldo IV (1905-1918)

Abolizione della monarchia 1918

## Principi di Lippe-Weißenfeld (1916-18)
- Clemente (1916-18)

## Capi del casato dal 1918

### Lippe
- Leopoldo IV (1918-1949)
- Armin (1949-2015)
- Stefano di Lippe (2015-in carica)

### Lippe-Weißenfeld
- Clemente (1918-1920)
- Ferdinando (1920-1939)
- Francesco (1939-1995)
- Cristiano (1995-1996)
- Clemente (1996-in carica)

## Economia
██ arativo (53,1%)
██ prato (6,9%)
██ pascolo (8,6%)
██ bosco (27,6%)
Secondo il censimento del 1906, il principato di Lippe disponeva di terreno arativo per il 53,1% (1906), di prati per il 6,9%, di pascoli per l'8,6% e di boschi per il 27,6% dell'area. Ancora ad inizio Novecento, l'agricoltura rappresentava il principale elemento produttivo del paese, diretta da un'associazione agricola centrale al principato con diverse filiazioni locali. I prodotti principalmente coltivati erano segale, avena, grano e patate. Anche l'allevamento di bovini e suini aveva la propria rilevanza: secondo i dati rilevati al 1 dicembre 1900 nel principato erano presenti: 9.485 cavalli, 38.296 bovini, 16.306 pecore, 86.237 maiali e 36.406 capre. Le foreste coprivano al 1900 l'estensione di 33.488 ettari, di cui 14.082 ettari erano foreste libere e 1125 ettari erano demaniali; erano composte prevalentemente di faggio. Gli altri prodotti d'esportazione erano legno, arenaria, sabbia bianca, filati, tele, cereali, bestiame da macello, lana e cavalli.
Pur esistendo nel principato, l'industria era estremamente limitata: a Salzuflen si trovava una fabbrica di amido, mentre a Dalbke si trovava una cartiera con diversi mulini oltre a varie fabbriche di tabacco per sigari, birra, e piccole aziende per la lavorazione del petrolio, del legname, dei mattoni e dello zucchero. Le saline demaniali di Salzuflen producevano annualmente circa 10.000 quintali di sale (1903).